# عروس نیل
عروس نیل (عربی مصری: عروس النيل) یک فیلم به کارگردانی فطین عبدالوهاب است که در سال ۱۹۶۳ منتشر شد. از بازیگران آن می‌توان به لبنی عبدالعزیز اشاره کرد.